# Engrandøje
Engrandøjen (Aphantopus hyperanthus) er en sommerfugl i takvingefamilien. Arten er udbredt i Norden, Storbritannien og Mellemeuropa og videre østover i den tempererede del af Asien. Den er i Danmark en almindeligt forekommende dagsommerfugl. Engrandøje findes på fugtige græsklædte områder, og flyver fra slutningen af juli til midt i august.

## Udseende
De fleste engrandøjer er mørke på oversiden med temmelig utydelige øjepletter. Hunner har normalt tydeligst, flest og størst øjepletter på oversiden, mens hannerne har en tydelig sort plet af duftskæl på oversiden af forvingen. På den ensfarvet brune underside findes derimod hos begge køn tydelige øjepletter med gul ring omkring og uden orange forvinger, hvilket adskiller arten fra græsrandøje.
Variationen i farve og pletter er så stor, at det er svært at finde to ens eksemplarer. En speciel form lanceolata har forstørrede ovale øjepletter med dråbeformet pupil. Den er almindelig i Europa.

## Livscyklus
Æggene klækkes efter 2-3 uger og larven lever af forskellige græsser, inden den sætter sig til overvintring. Først i juni næste år er larven udvokset og forpupper sig. Efter ca. 14 dage kommer den færdige sommerfugl frem.

## Foderplanter
De foretrukne foderplanter er sandsynligvis forskellige afhængig af hvilken del af Europa, sommerfuglen opholder sig i. Foderplanterne er forskellige græsarter i England (f.eks. almindelig hundegræs og skovstilkaks), mens der i Tyskland er observeret flere græsser og halvgræsser som foderplanter, især opret hejre, rød svingel, engrapgræs, blåtop, bjerg-rørhvene og hirsestar.